# مارسيل كابي
مارسيل كابي (بالفرنسية: Marcelle Capy)‏ هو الاسم المستعار الذي اتخذته مارسيل ماركيز (1891 - 1962) لقبًا لها، روائية وصحفية ونسوية فرنسية ومناضلة مسالمة. نشرت عددًا من الأعمال منذ عام 1916 وحتى عام 1950، كرست كل اهتمامها لأجل السلام. تم تذكرها بشكل خاص بسبب فيلمها (الرجال الذين مروا) الحائز على جائزة، والذي صدر في عام 1930. ساهمت كصحفية في العديد من الصحف، خاصةً صحيفة الموجة التي شاركت في تأسيسها في عام 1918. كانت عضوًا نشطًا في الاتحاد الدولي للمقاتلين من أجل السلام في أوائل ثلاثينيات القرن العشرين.

## حياتها المبكرة وتعليمها
وُلدت يوجين ماري مارسيل ماركيز في 16 مارس عام 1891 في تشيربورغ، الابنة الثانية لجين ماركيز، ضابط بحري، وزوجته مارسيلين كابي. مكثت مرارًا مع أجدادها لأمها عندما كانت طفلة في مزرعتهم في برادينيس، جنوب غرب فرنسا. سمعت بعدم جدوى الحرب من جدها الذي قاتل في الحرب الفرنسية البروسية. كبرت بالقرب من أجدادها لدرجة أنها اتخذت اسمهم لقبًا لها، لتصبح مارسيل كابي.
التحقت بالمدرسة الثانوية في تولوز، وقُبلت فيها وحصلت على نتائج ممتازة. عزمت أن تصبح مُدرسة وكانت لا تزال في تولوز، ذهبت لتلقي الدروس التحضيرية في مدرسة الأساتذة العليا في سيفر، ولكن بعد الاستماع إلى محاضرة عن تولستوي ألقاها السياسي الاشتراكي جين جوريس عندما كانت في الثامنة عشرة من عمرها، قررت بدلًا من ذلك أن تصبح صحفية في باريس. كان هدف حياتها العملية منذ ذلك الحين، تحقيق مبدأ السلام ودور المرأة في المجتمع المعاصر والاشتراكية الإنسانية التي تعالج المعاناة والفقر بشكل خاص.

## حياتها المهنية
ساهمت سريعًا بمقالات في عدد من المجلات، بما في ذلك: صوت المرأة وصحيفة الشعب ورجال اليوم. غطت مقالاتها في صحيفة باتاي منذ سبتمبر عام 1913، الظروف المروعة التي فُرضت على النساء العاملات في مصانع النسيج الفرنسية، بناءً على خبرتها الخاصة في العمل بجانبهن. أُجبرت على ترك صحيفة باتاي النقابية مع زوجها فرناند ديسبريس، في أغسطس عام 1915، إذ دعمت الصحيفة الاتحاد الموالي للحكومة خلال الحرب العالمية الأولى، بينما بقي الزوجان من دعاة السلام المتحمسين.
نشرت كابي أول أعمالها الرئيسية في عام 1916، بينما استمرت في كتابة المقالات الصحفية لمجلة صوت المرأة مع مقدمة لرومان رولاند، منتقدةً أمجاد الحرب وبطولة الجنود. فُرضت رقابة شديدة على عملها، نتيجةً للحرب العالمية الأولى. تبعتها أعمال مماثلة، بما في ذلك الدفاع عن الحياة (1918) وملك الحب (1925) جمعت بين معتقداتها المسيحية الجديدة وتركيزها على مبدأ السلام.
كانت رواية الرجال الذين مروا أكثر أعمالها نجاحًا والتي مُنحت جائزة سيفيرين في عام 1930. تحكي قصة السجناء الألمان العاملين في المزارع الفرنسية بعد استدعاء القوى العاملة المحلية إلى الجبهة. يقع نادي الرجال في برادينيس حيث قضت كابي معظم طفولتها.
شاركت كمتحدثة مختصة بالشؤون العامة في مؤتمرات في أوروبا والولايات المتحدة وكندا. أسست جمعية للتعليم السلمي تُسمى أصدقاء السلام في عام 1924، وحضرت مؤتمر رابطة النساء الدولية للسلام والحرية في واشنطن العاصمة. ألقت كلمة في مؤتمر رابطة النساء الدولية للسلام والحرية في جنيف، في عام 1926.
استمرت في العمل كصحفية، لكن اتهمها النازيون بالشيوعية في عام 1943 وهاجموا منزلها في برادين. ساهمت في المجلة السلمية غرمينال، عند عودتها مرة أخرى إلى باريس في عام 1944، وكتبت مقالات عن مصلحة الإنسان. سافرت إلى مصر مع أختها جين ماركيز، بعد الحرب، ونشرت مجلة مصر في قلب العالم في عام 1950.

## حياتها اللاحقة
عادت إلى منزلها في برادينيس، في أواخر الخمسينيات. تُوفيت هناك في 5 يناير عام 1962، بعدما أصبحت مسيحية تقية في سنواتها الأخيرة. دُفنت مع أقاربها لأمها في مقبرة برادينيس.